# Concilio de Éfeso II
El segundo concilio de Éfeso, que en la historiografía cristiana católica se conoce como latrocinio de Éfeso, fue el segundo concilio general celebrado en la ciudad de Éfeso, del 8 al 22 de agosto de 449. Convocado por el emperador Teodosio II el 30 de marzo de ese año, fue presidido por Dióscoro, obispo de Alejandría. Su finalidad era revisar el proceso contra Eutiquio, y atajar el problema del monofisismo. Es aceptado como válido por las Iglesias ortodoxas orientales y rechazado por la Iglesia católica y la Iglesia ortodoxa. Fue explícitamente repudiado por el Concilio de Calcedonia de 451.

## Participantes
Participaron en él 127 obispos, escogidos en su mayoría entre los adherentes a la posición monofisita. 
El papa León envió tres legados: Julio, obispo de Pozzuoli, Renato, sacerdote de Roma (que murió de camino) y el diácono Hilario. Estos llevaban consigo una carta, conocida como Tomus ad Flavianum, donde León asumía claramente una posición contraria al monofisismo. El Papa pidió que en el concilio estos legados presidieran las deliberaciones y que cualquier conclusión o decreto sobre el monofisismo tomara como base el tomo. Asimismo no se dio posibilidad de voto a quienes antes habían participado en la condena de Eutiquio y no se permitió a Teodoreto de Ciro participar en el concilio. 

## Temas tratados
La finalidad de la reunión era revisar las condenas y el proceso contra Eutiquio, cuya doctrina fue validada por los padres conciliares tomando posición a favor de las tesis monofisitas. Esta doctrina, que había nacido como reacción al arrianismo sostenía que Cristo tenía una sola physis o naturaleza, la divina, y que la humana que habría asumido al encarnarse quedaba totalmente fundida (confundida) hasta el punto de ya no ser humana, en la divina.
Tras retirar las condenas a Eutiquio y condenar a su vez como herejes a quienes sostuvieran que Cristo tenía dos naturalezas: una humana y una divina, se procedió a atacar, por medio de la guardia imperial, a Flaviano de Constantinopla y Eusebio de Dorilea. Flaviano murió pocos días después a causa de las agresiones. Eusebio huyó y se dirigió a Roma donde comunicó al Papa lo ocurrido. 
En la sesión del 22 de agosto fueron condenados también los obispos contrarios al monofisismo del patriarcado de Antioquía. Finalmente se asumieron las interpretaciones de Cirilo de Alejandría sobre la noción de physis (naturaleza) y se repitieron las condenas al nestorianismo.

## Aceptación
Dado que los requerimientos del papa León no fueron tomados en cuenta, este declaró el concilio como nulo y lo definió como un latrocinium. Sin embargo, el emperador Teodosio II lo consideraba válido e hizo acoger sus actas, que fueron incluidas en el Código teodosiano. 
El emperador Marciano de Bizancio hizo convocar en 451 otro concilio, esta vez en Calcedonia, donde el monofisismo fue condenado y se retomó la terminología sobre la naturaleza como cosa diversa de la persona. 
La Iglesia de Alejandría permaneció en posiciones monofisitas y dio lugar a la Iglesia copta.